# Fokker C.VIII
Die Fokker C.VIII war ein niederländisches militärisches Mehrzweckflugzeug. Während die Ausführung mit Radfahrwerk ein Prototyp blieb, wurden von der Schwimmervariante eine begrenzte Anzahl produziert und in den 1930er Jahren von der Marine des Landes als Küstenaufklärer eingesetzt.

## Entwicklung

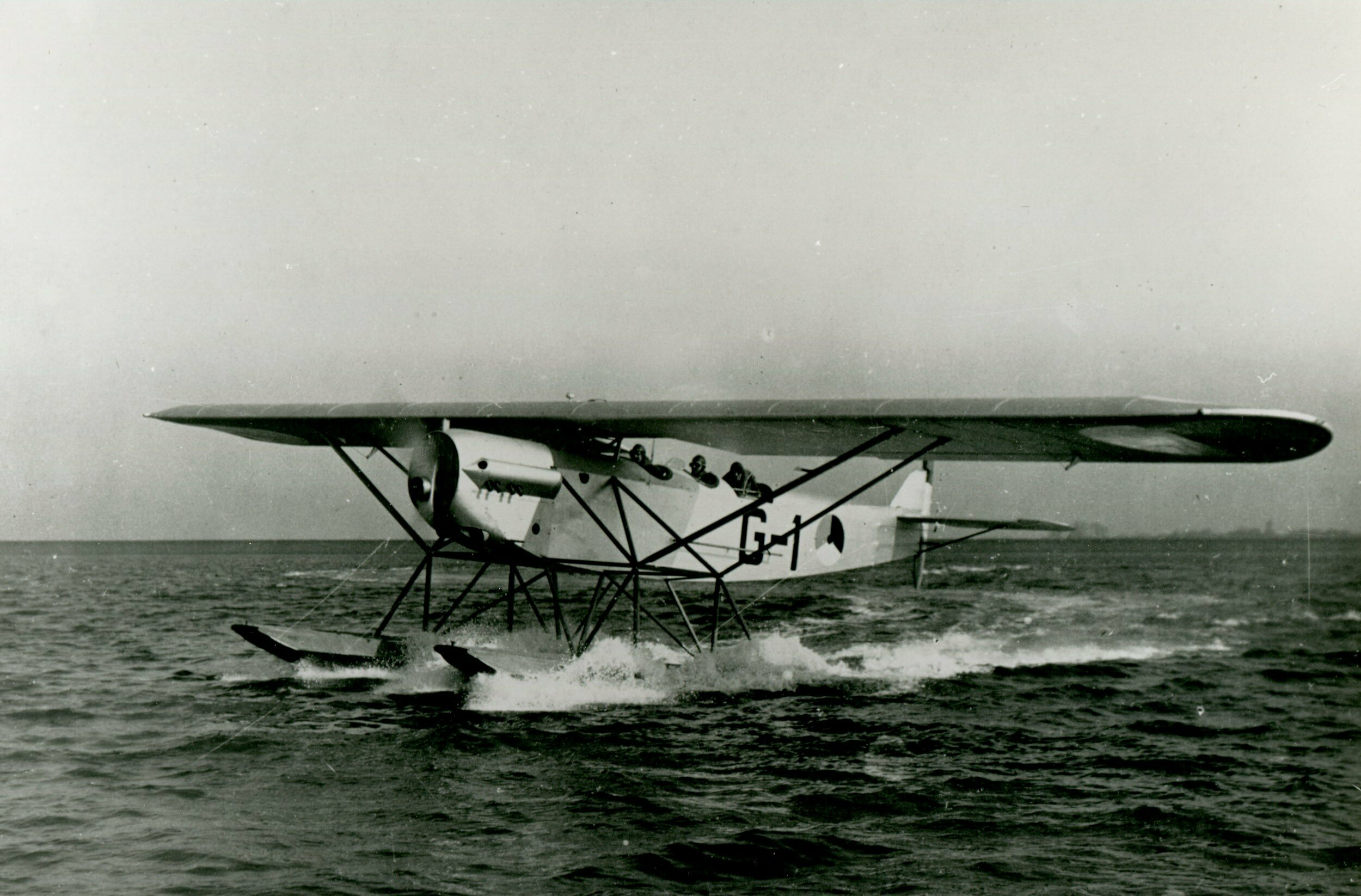
C.VIII-W mit Stirnkühler

Die C.VIII wurde bei Fokker 1928 als kombiniertes Bomben- und Aufklärungsflugzeug entwickelt. In der Aufklärungsversion bestand die Besatzung aus dem Flugzeugführer, dem Funker/Navigator und dem Beobachter, der die in der hintersten Kabine befindliche Kameraausrüstung und das auf dem Rumpfrücken befindliche Zwillings-MG bediente. Ein weiteres MG war an der Unterseite für den Funker vorgesehen. In der geplanten Bomberausführung wurde die Besatzung auf zwei reduziert und die Kamera entfiel. Es wurde ein Prototyp gebaut, der mit einem Hispano-Suiza-Antrieb ausgestattet wurde und im selben Jahr erstmals flog. Die Koninklijke Luchtmacht übernahm das Flugzeug zwar, zeigte sich aber an weiteren Exemplaren nicht interessiert, so dass ein Serienbau unterblieb. Als aber die Koninklijke Marine 1929 nach einem Aufklärer suchte, wurde die C.VIII als Ausgangsbasis genommen, die Konstruktion insgesamt etwas vergrößert, die Spannweite um etwa vier Meter erhöht und der vor dem Tragflügel befindliche Pilotensitz nach hinten verlagert. Der V-Motor wurde zwar beibehalten, doch wurde diesmal ein Rolls-Royce-Triebwerk eingesetzt, das statt des Kinn- einen Stirnkühler erhielt. Auch andere Varianten mit luft- oder wassergekühlten Antrieben unterschiedlicher Bauarten von 500 bis 800 PS, darunter ein Sternmotor von Gnôme-Rhône, wurden vorgesehen. Am 15. November 1929 startete der Prototyp des als C.VIII-W (W für Wasser) bezeichneten Flugzeugs zum Erstflug und nach erfolgreicher Erprobung gab die Marine eine Bestellung über insgesamt neun Exemplare auf, die ab 1930 ausgeliefert wurden.

## Aufbau
Die C.VIII war ein abgestrebter Hochdecker in Gemischtbauweise. Den Rumpf bildete ein Fachwerk aus Stahlrohr mit rechteckigem Querschnitt, das im vorderen Bereich und auf der Oberseite mit Blech verkleidet und im übrigen Teil mit Stoff bespannt war. Der 600 l fassende Rumpftank war in Höhe der Tragfläche untergebracht, befand sich bei der Landversion also zwischen der ersten und zweiten Kabine und bei der Schwimmerausführung vor der Pilotenkabine. Die mit Sperrholz beplankte, durchgehende Tragfläche war einteilig und besaß zwei Kastenholme und Rippen aus Sperrholz und Spruce. Sie war auf jeder Seite mit einem ausgekreuzten Stielpaar an der Rumpfunterkante abgestützt und durch einen Spannturm mit der Rumpfoberseite verbunden. Während die unausgeglichenen Querruder aus einem sperrholzbeplankten Holzgerüst bestanden, wurden Höhen- und Seitenruder aus einem Stahlrohrgerüst mit Stoffbespannung gebildet. Die Höhenflosse war mit je einer V-Strebe pro Seite zum Rumpf hin abgestützt und konnte während des Fluges eingestellt werden, bei der Seitenflosse war dies nur am Boden möglich. Das Seitenruder war bei der Schwimmervariante bis unter das Rumpfheck gezogen. Das Fahrwerk bestand bei der C.VIII aus zwei nicht durch eine Achse verbundenen, starren Haupträdern und einem Schleifsporn am Heck. Die C.VIII-W besaß zwei einstufige Schwimmer aus Duraluminium mit flacher Oberseite, die in mehrere wasserdichte Abteilungen gegliedert waren.

## Technische Daten

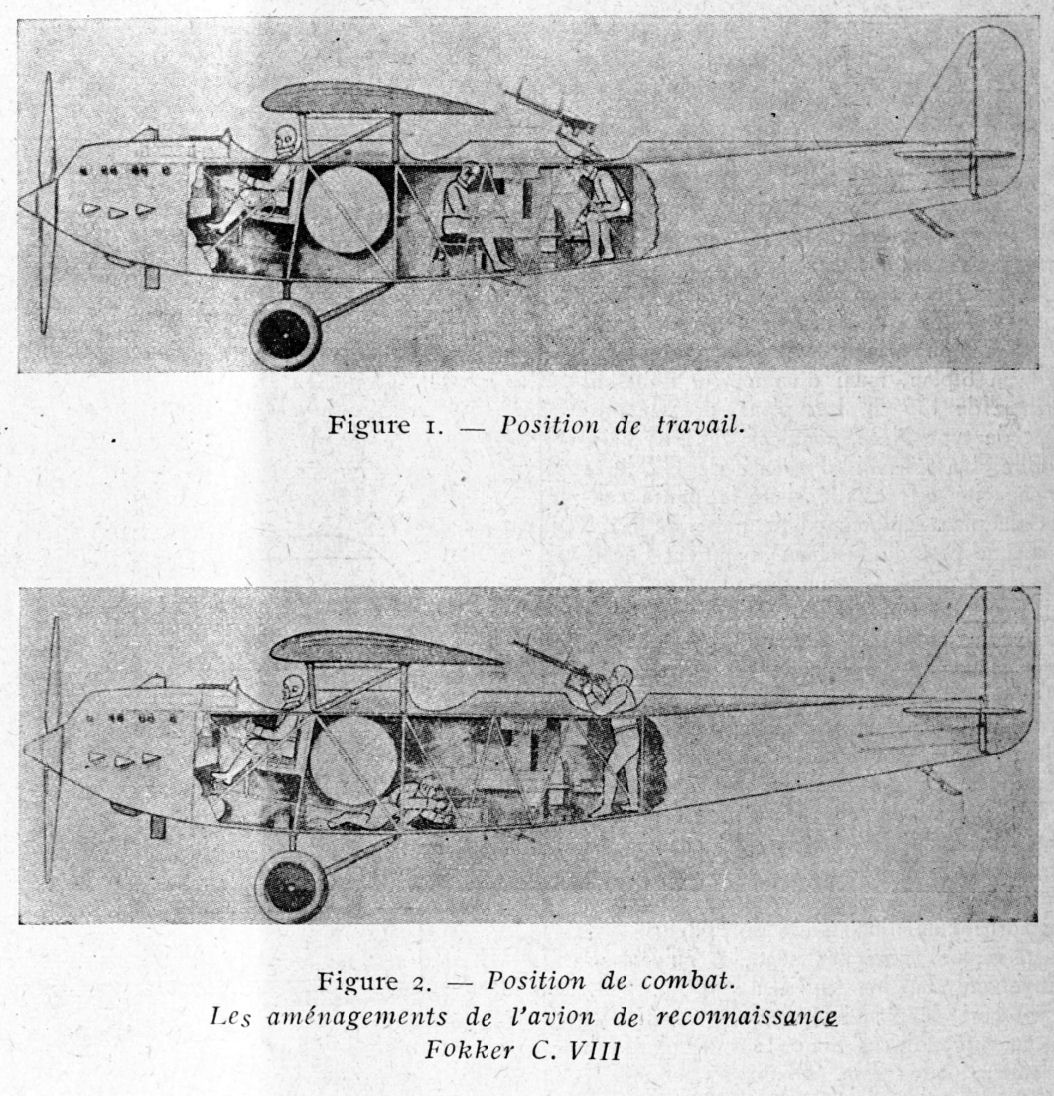
Seitenansichten der C.VIII als dreisitziger Aufklärer

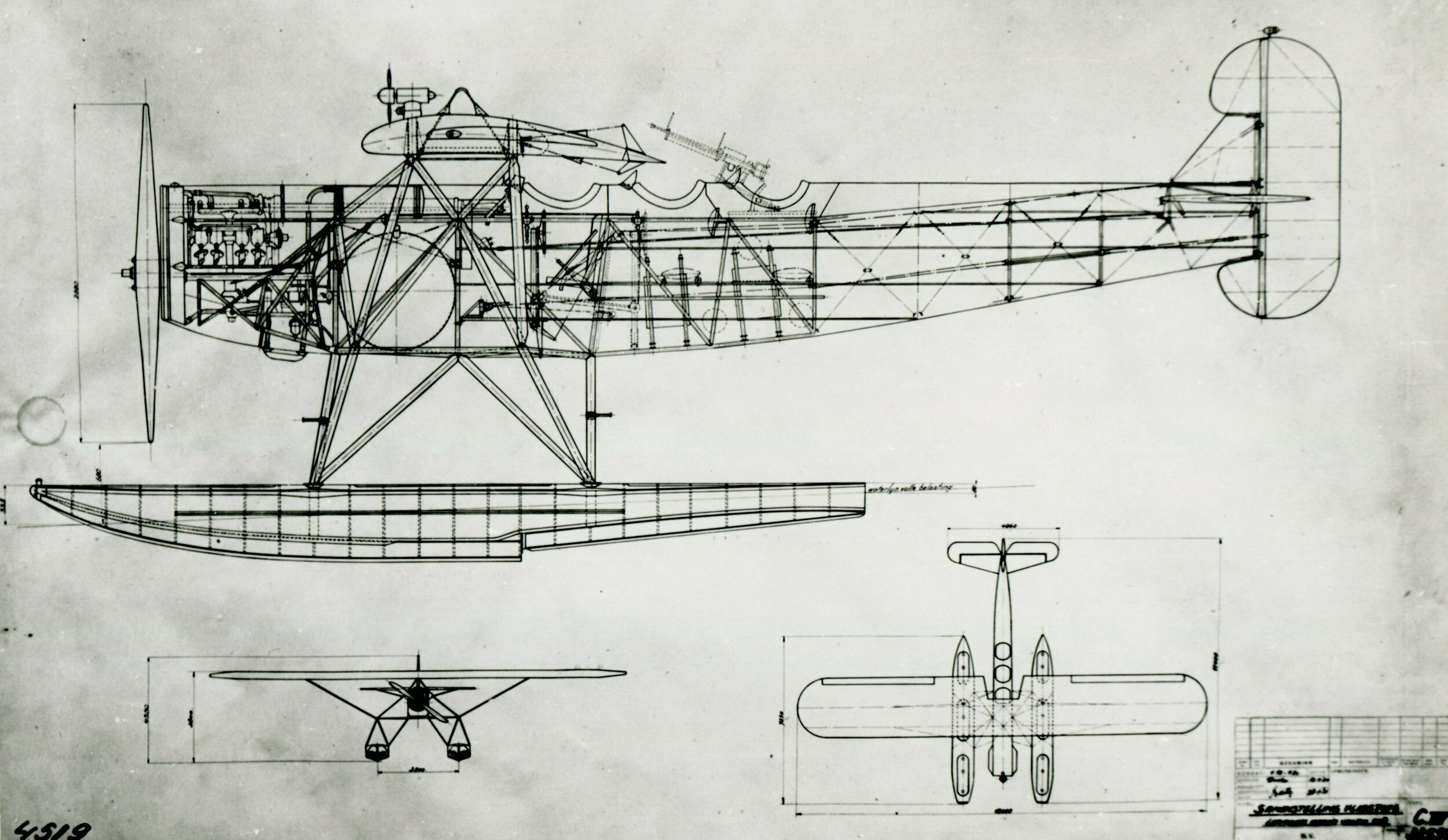
Dreiseitenriss der C.VIII-W

| Kenngröße             | Daten (C.VIII)                                  | Daten (C.VIII-W mit V-Motor)                                              | Daten (C.VIII-W mit Sternmotor)                                          |
| --------------------- | ----------------------------------------------- | ------------------------------------------------------------------------- | ------------------------------------------------------------------------ |
| Besatzung             | 2–3                                             | 3                                                                         | 3                                                                        |
| Spannweite            | 14,03 m                                         | 18,10 m                                                                   | 18,10 m                                                                  |
| Länge                 | 11,15 m                                         | 11,50 m                                                                   | 11,50 m                                                                  |
| Höhe                  |                                                 | 3,80 m                                                                    | 3,80 m                                                                   |
| Flügelfläche          |                                                 | 44,00 m²                                                                  | 44,00 m²                                                                 |
| Flügelstreckung       |                                                 | 7,3                                                                       | 7,3                                                                      |
| Flächenbelastung      |                                                 | 67,9 kg/m²                                                                | 67,9 kg/m²                                                               |
| Leistungsbelastung    |                                                 | 4,3 kg/PS                                                                 | 3,7 kg/PS                                                                |
| Flächenleistung       |                                                 | 15,7 PS/m²                                                                | 18,9 PS/m²                                                               |
| Rüstmasse             |                                                 | 2100 kg                                                                   | 2100 kg                                                                  |
| Zuladung              |                                                 | 900 kg                                                                    | 900 kg                                                                   |
| Nutzlast              |                                                 | 425 kg                                                                    | 425 kg                                                                   |
| Startmasse            | 2400 kg                                         | 3000 kg                                                                   | 3000 kg                                                                  |
| Antrieb               | ein flüssigkeitsgekühlter Zwölfzylinder-V-Motor | ein flüssigkeitsgekühlter Zwölfzylinder-V-Motor                           | ein luftgekühlter Vierzehnzylinder-Sternmotor                            |
| Typ                   | Hispano-Suiza 12 Lb                             | Rolls-Royce Kestrel VII                                                   | Gnôme-Rhône 14 Krsd                                                      |
| Leistung              | 600 PS (441 kW)                                 | 690 PS (507 kW) in 1600 m Höhe                                            | 815 PS (599 kW) in 2180 m Höhe                                           |
| Kraftstoffvorrat      |                                                 | 600 l                                                                     | 600 l                                                                    |
| Höchstgeschwindigkeit | 228 km/h                                        | 245 km/h in 1600 m Höhe                                                   | 260 km/h in 2180 m Höhe                                                  |
| Marschgeschwindigkeit |                                                 | 200 km/h in 1600 m Höhe                                                   | 220 km/h in 2180 m Höhe                                                  |
| Steigzeit             |                                                 | 3,4 min auf 1000 m Höhe 11,7 min auf 3000 m Höhe 26,8 min auf 5000 m Höhe | 2,7 min auf 1000 m Höhe 8,4 min auf 3000 m Höhe 16,8 min auf 5000 m Höhe |
| Dienstgipfelhöhe      | 5800 m                                          | 6000 m                                                                    | 7400 m                                                                   |
| Reichweite            |                                                 | 800 km                                                                    | 750 km                                                                   |